# Cymbidium wilsonii
Cymbidium wilsonii là một loài thực vật có hoa trong họ Lan. Loài này được (Rolfe ex De Cock) Rolfe mô tả khoa học đầu tiên năm 1904.